# Behtash Sanaeeha
Pour les articles homonymes, voir Sanaeeha.
Behtash Sanaeeha (en persan : بهتاش صناعی‌ها), né en 1980 à Chiraz (Iran), est un réalisateur, producteur et scénariste iranien.

## Biographie
Behtash Sanaeeh naît à Chiraz, une ville située dans la province du Fars. Il obtient un baccalauréat en génie civil, puis quitte son programme de maîtrise ès arts en architecture et commence à écrire des scénarios et à réaliser des courts métrages, des documentaires et des publicités. Il écrit et réalise également deux séries télévisées d'animation et un téléfilm de fiction. Son premier long métrage, Risk of Acid Rain, remporte le prix du meilleur scénario du 31e Festival du film de Fajr et est également nommé pour le meilleur film dans la section Arts et expérience du même festival. Risk Of Acid Rain remporte également le premier prix de la section "Brilliant Talents" de la 9e édition de la critique de cinéma. Behtash Sanaeeha remporte également le prix Netpac (Asian Cinema Promotion) 2015 du Festival du film iranien en Australie. Le film est projeté dans plus de trente festivals à travers le monde.
Après son premier long métrage, Behtash Sanaeeha co-réalise un film documentaire intitulé « La Diplomatie invincible de M. Naderi » en 2017 avec Maryam Moqadam qui remporte de nombreux prix dans des festivals de films nationaux et internationaux. En 2018, Behtash Sanaeeha est sélectionné pour être membre du jury du prix Ingmar Bergman en Suède.
L'œuvre la plus connue de Behtash Sanaeeha est le film Le Pardon (2021) qu'il a co-écrit et co-réalisé. Le film est présenté en première dans la section compétition du 71e Festival international du film de Berlin et y remporte le prix du public. Le film est également projeté dans plusieurs festivals internationaux, notamment ceux de Tribeca, Karlovy Vary, Zurich, Melbourne et Édimbourg.
Behtash Sanaeeha est marié à la réalisatrice Maryam Moqadam.

## Filmographie partielle

### Au cinéma
- 2014 : Risk of Acid Rain (réalisateur et scénariste)
- 2017 : The Invincible Diplomacy of Mr Naderi (réalisateur et producteur[7])
- 2017 : Kitchen Dreams (producteur)
- 2017 : Termite (acteur)
- 2020 : Le Pardon (réalisateur et scénariste)
- 2024 : My Favourite Cake (réalisateur et scénariste). Première mondiale au 74e Festival international du film de Berlin en février[8].